# Weegschaal (voorwerp)

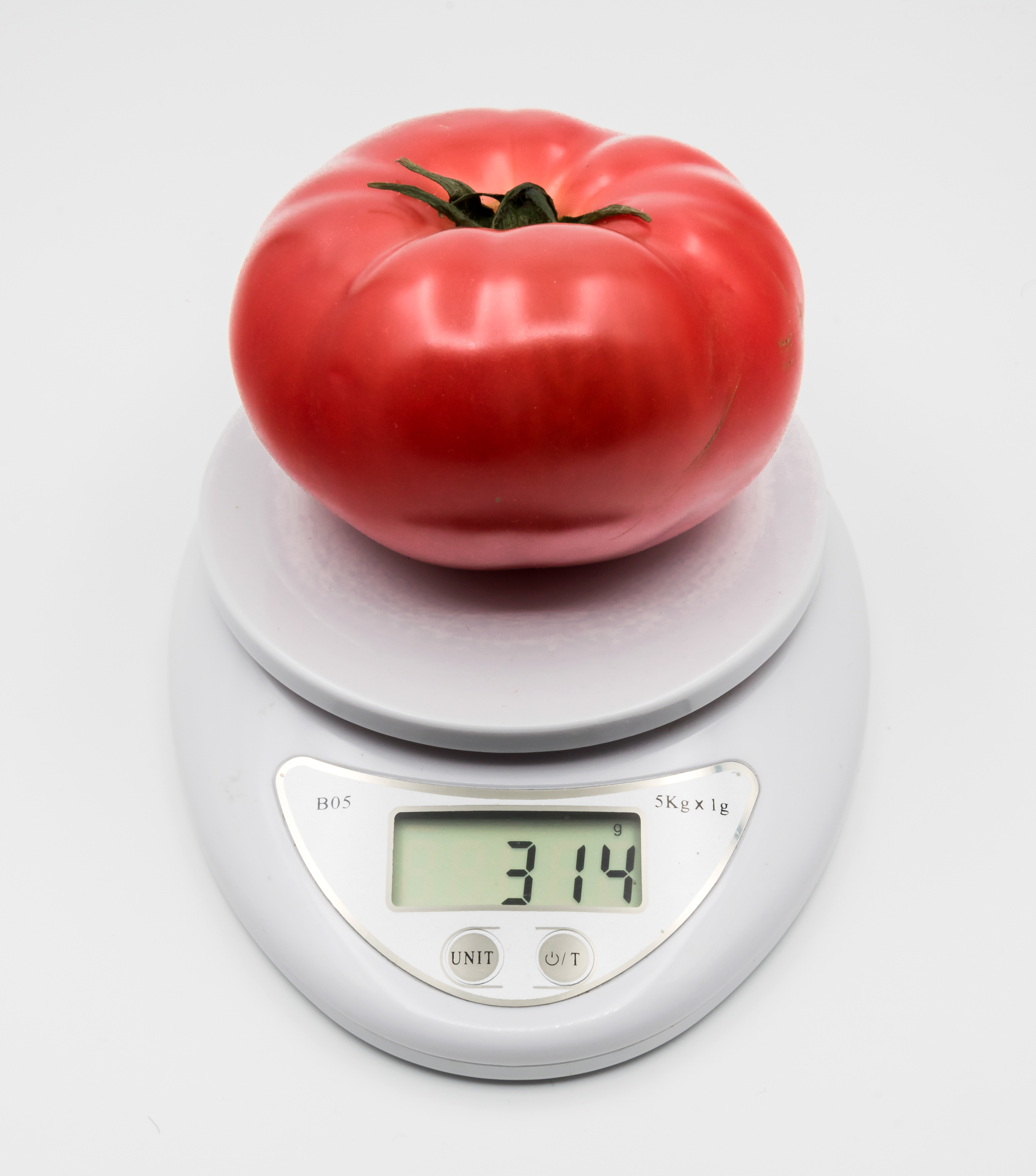
Een digitale keukenweegschaal

Een weegschaal is een meetinstrument waarmee het gewicht van een voorwerp kan worden bepaald.
Veel soorten weegschalen gebruiken de elastische vervorming van een veer als maat voor het gewicht, volgens de Wet van Hooke. Het eenvoudigste voorbeeld hiervan is de unster, waarbij de uitrekking van een schroefveer direct op een schaal langs de veer kan worden afgelezen.
Andere soorten weegschalen vergelijken het te meten gewicht met een bekend gewicht. Zo'n instrument heet een balans. Het eenvoudigste voorbeeld is de balans met gelijke armen, waarbij het onbekende gewicht in evenwicht moet worden gebracht met een combinatie van bekende gewichten. Andere mechanismen gebruiken een tegenkracht die wordt opgewekt in een elektrische spoel of die ontstaat door een slinger uit het lood te brengen.
Het gewicht (=kracht) van een voorwerp wordt vaak verward met de massa van het voorwerp. Dat komt doordat een weegschaal de massa weergeeft in kg via een verschaling waarin de valversnelling verrekend wordt. De aangegeven massa is alleen correct op de plaats waar de voor de verschaling gebruikte waarde voor de valversnelling heerst. Dit probleem speelt niet bij balansen die gebruikmaken van een massastuk.

## Mythologie
In de mythologie van het Oude Egypte vervulde de weegschaal een rol bij het wegen van het hart. De Griekse en Romeinse godinnen Themis en Justitia zijn vaak uitgebeeld met een weegschaal.

## Soorten
- precisieweegschaal (vaak tot op een microgram nauwkeurig)
- grammenweger
- bascule
- keukenweegschaal, tafelweegschaal
- personenweegschaal
- rekenweegschaal, telweegschaal
- unster (hangweegschaal)
- vloerweegschaal
- palletweegschaal
- mobiele weegschaal
- weegbrug (voor voertuigen)
- checkweger (voor productieprocessen)

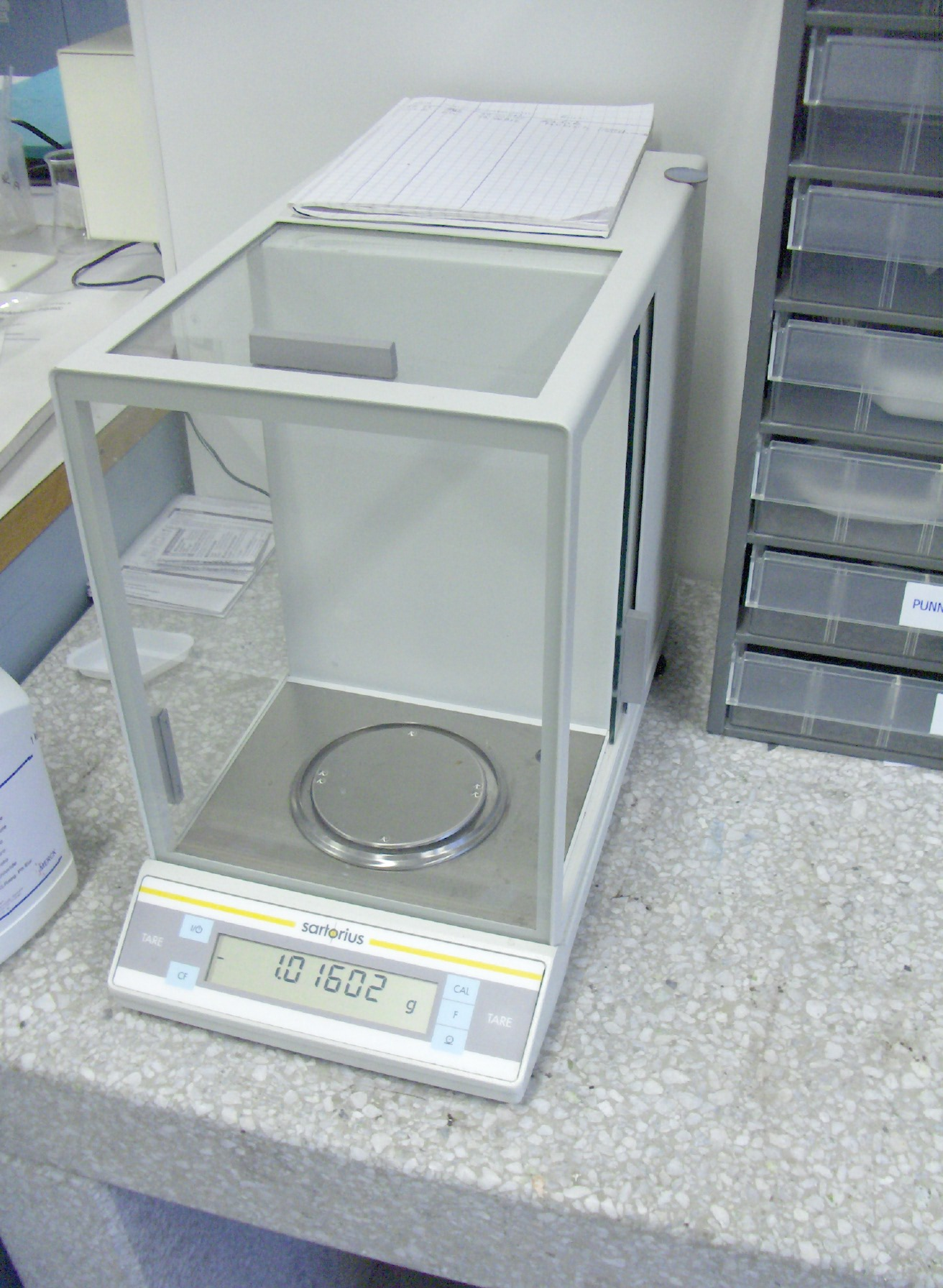
Precisieweegschaal
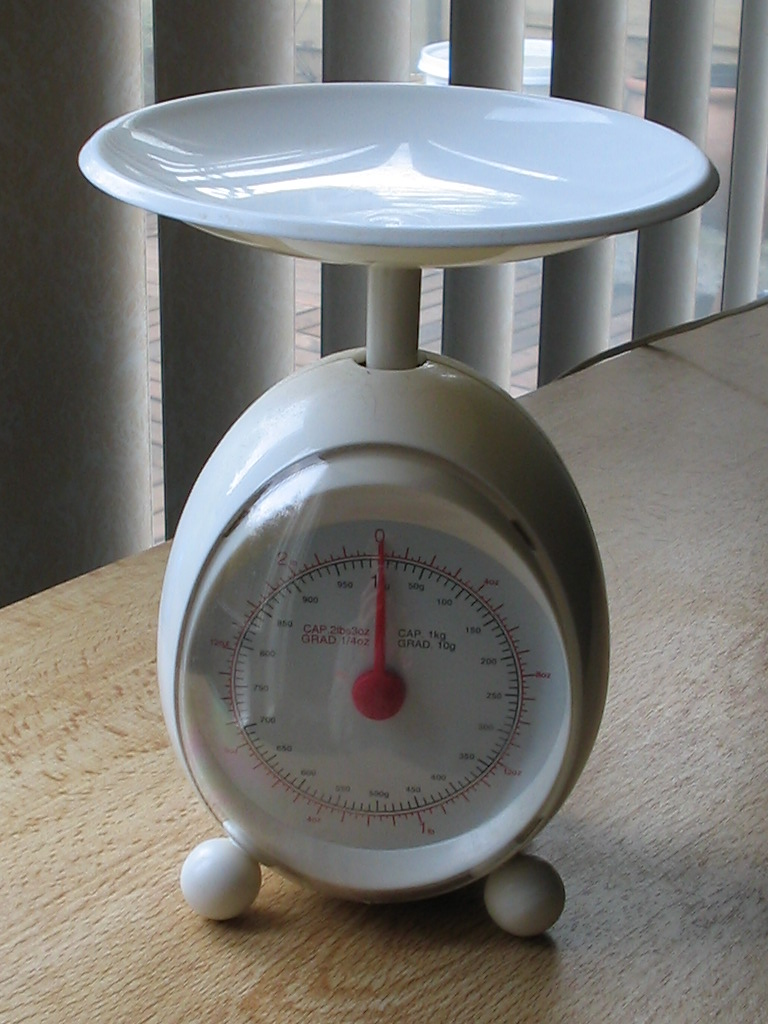
Keukenweegschaal
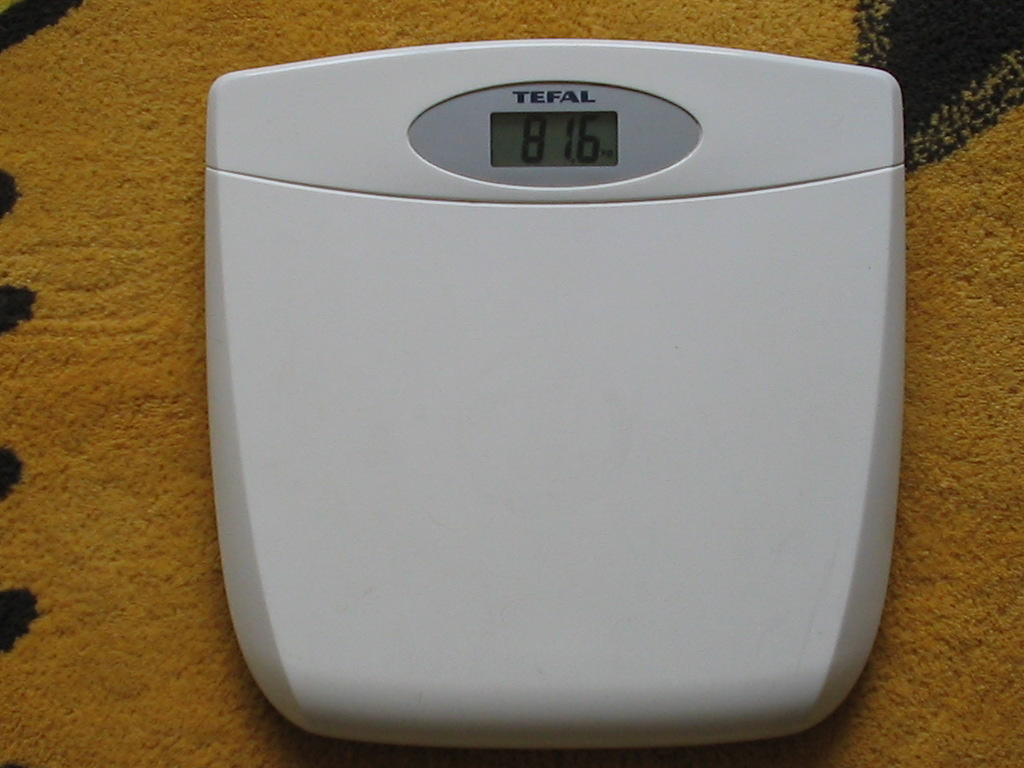
Personenweegschaal
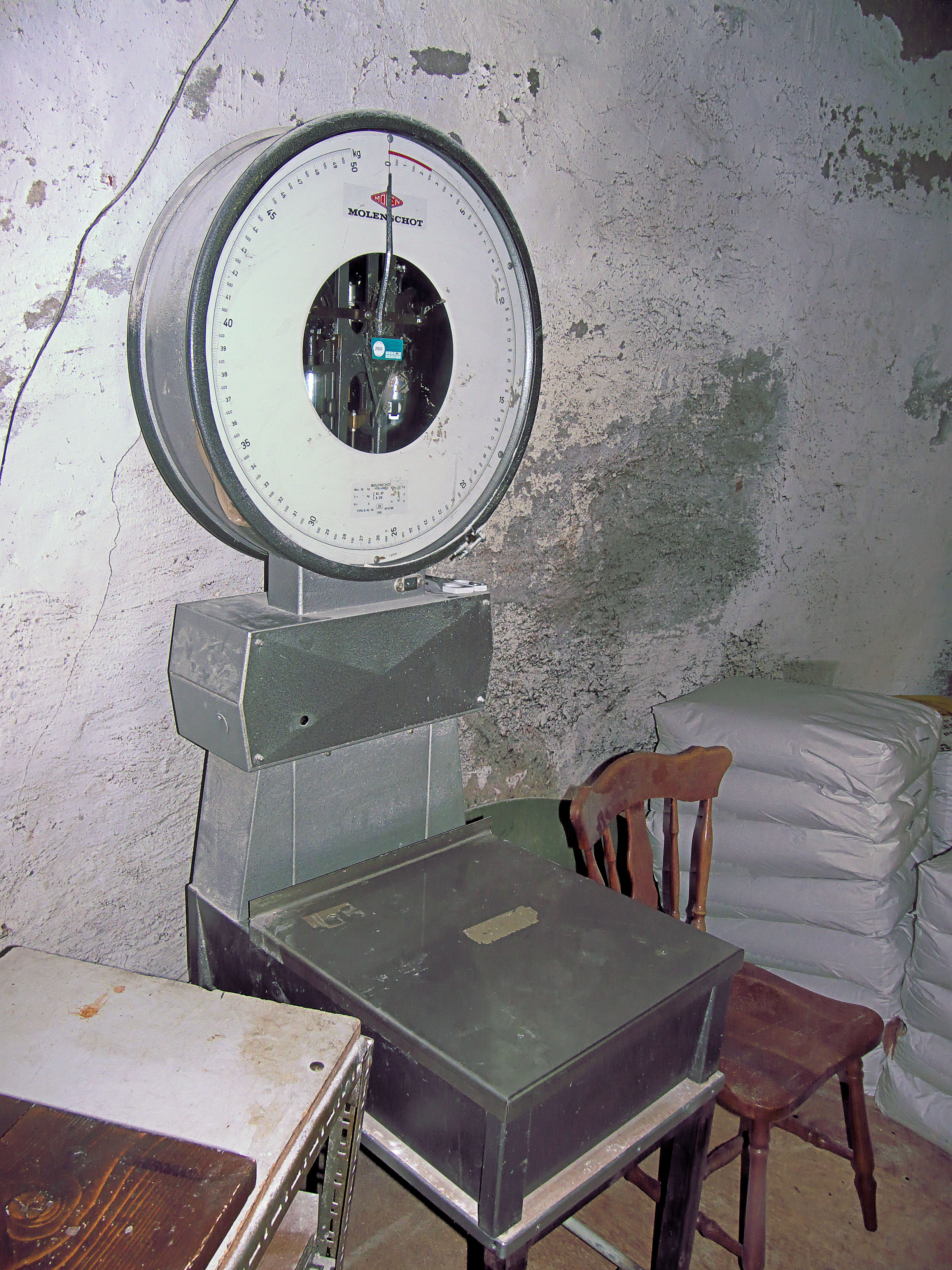
Molenschot handelsweegschaal
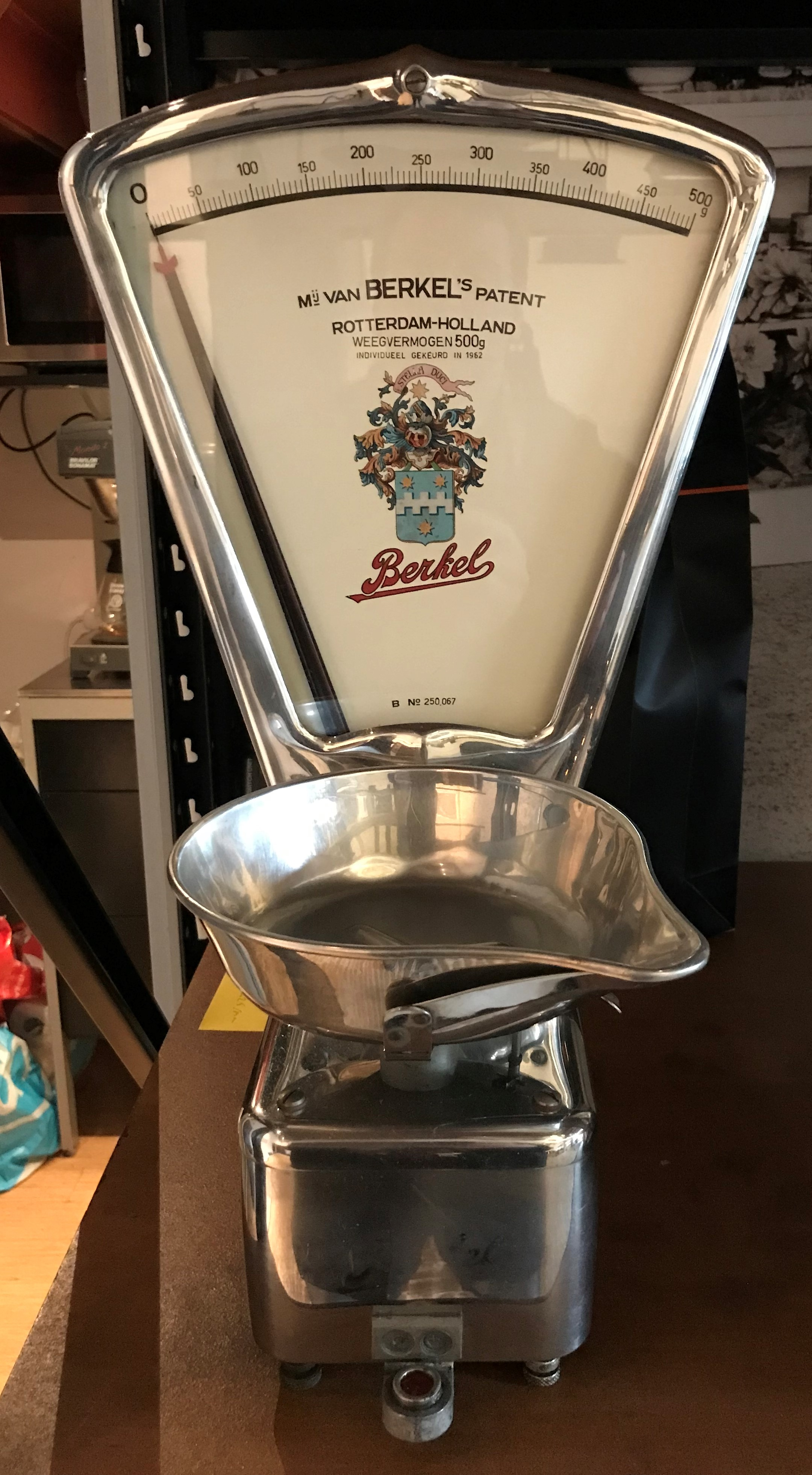
Winkelweegschaal van Van Berkel
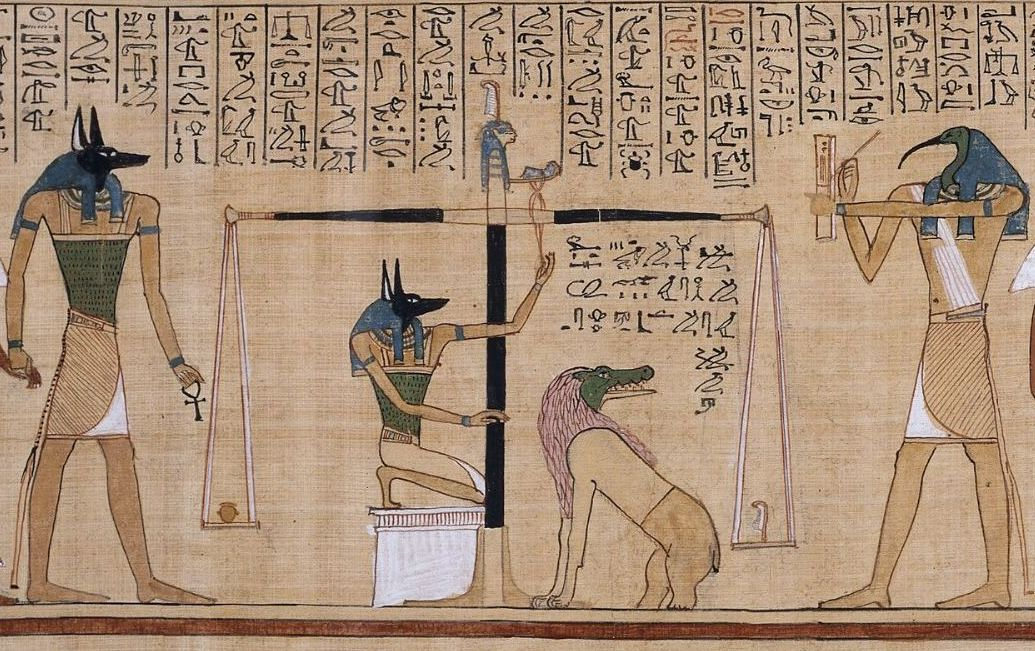
Het wegen van het hart in de Egyptische mythologie
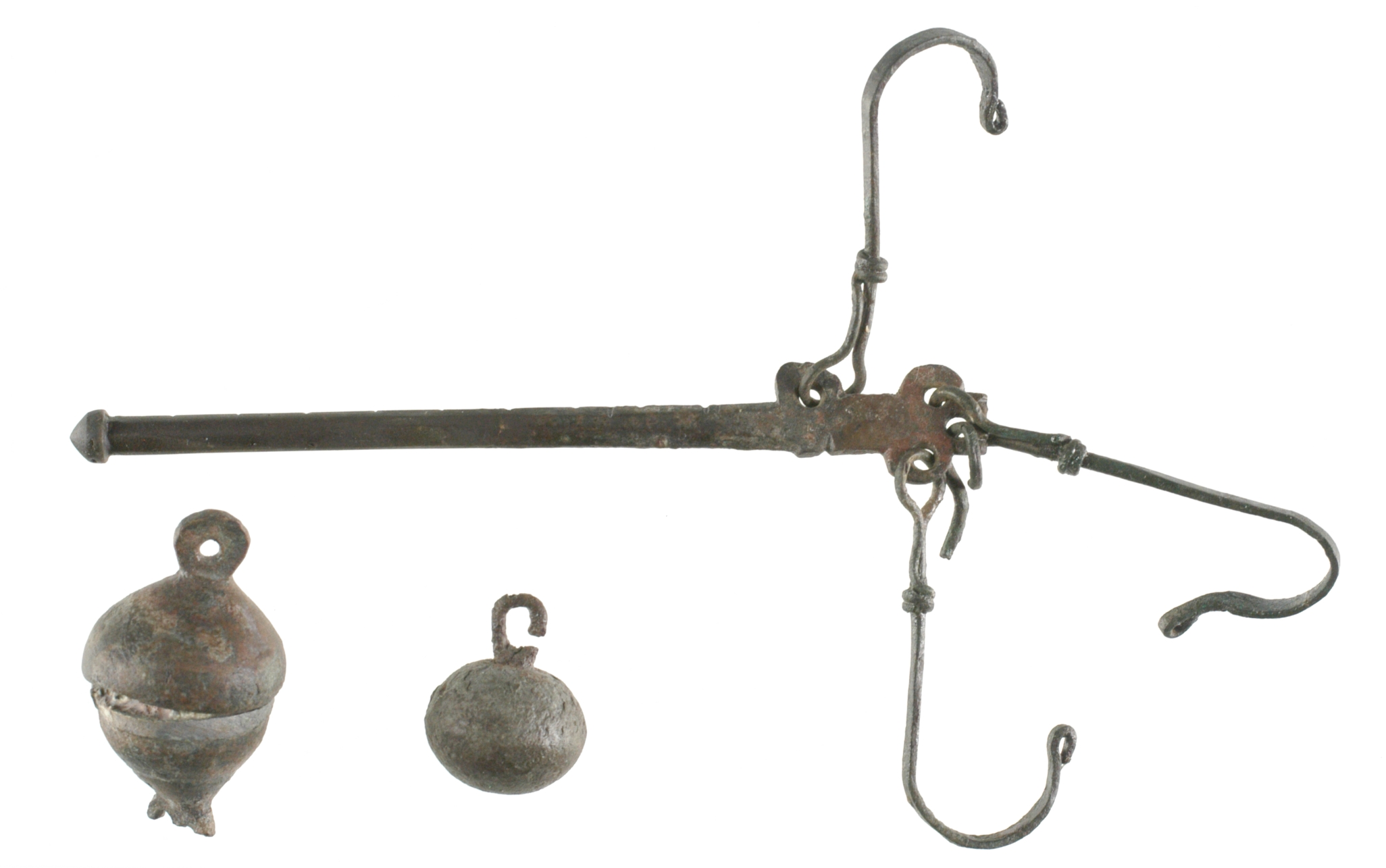
Romeinse weegschaal met twee gewichten in brons, 50-200 n.Chr., (Gallo-Romeins Museum, Tongeren)
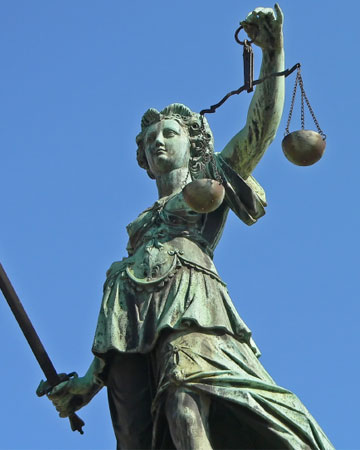
Vrouwe Justitia uitgebeeld met weegschaal
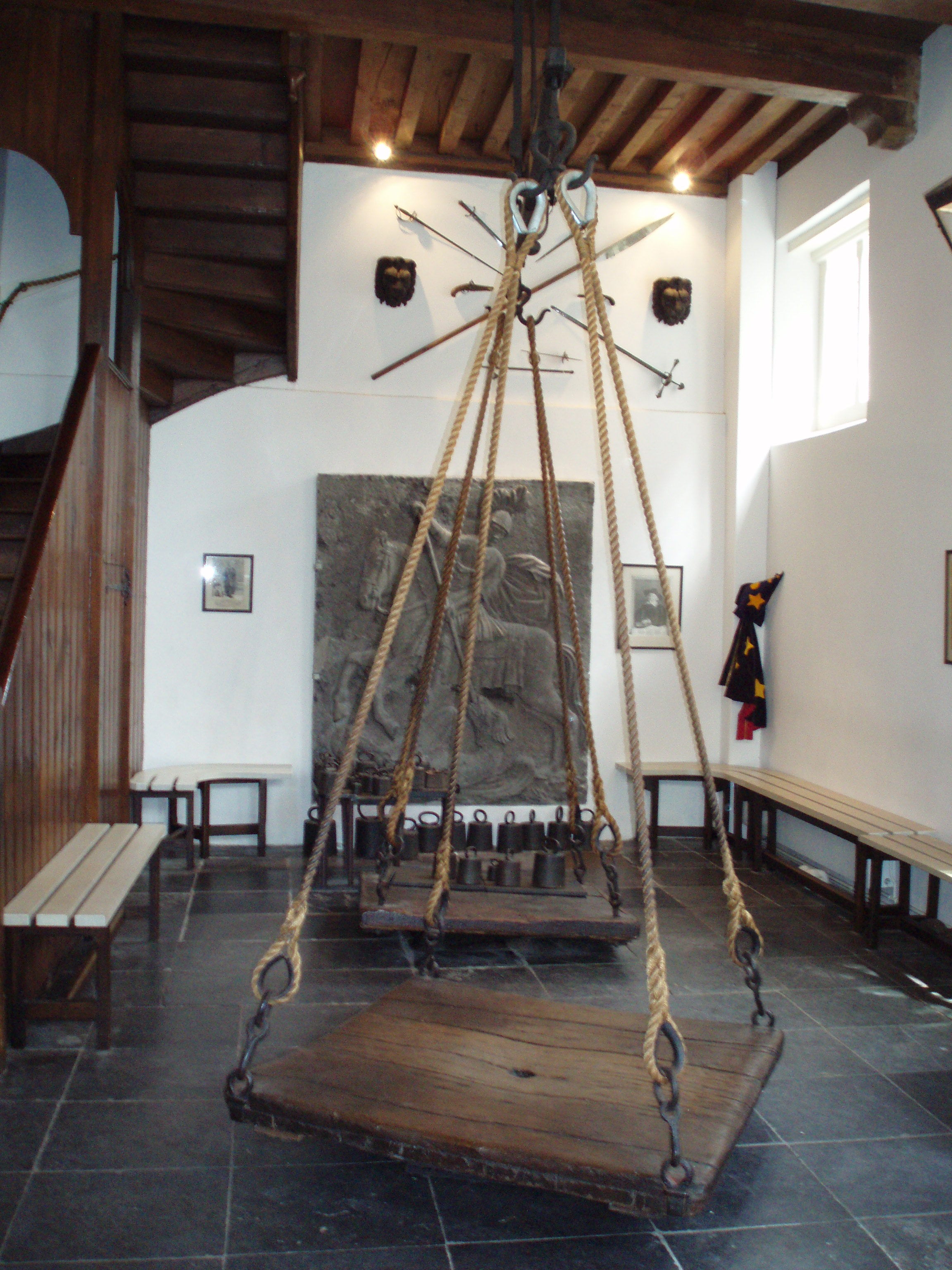
De heksenwaag van Oudewater